# Strażnica KOP „Świlemieście”

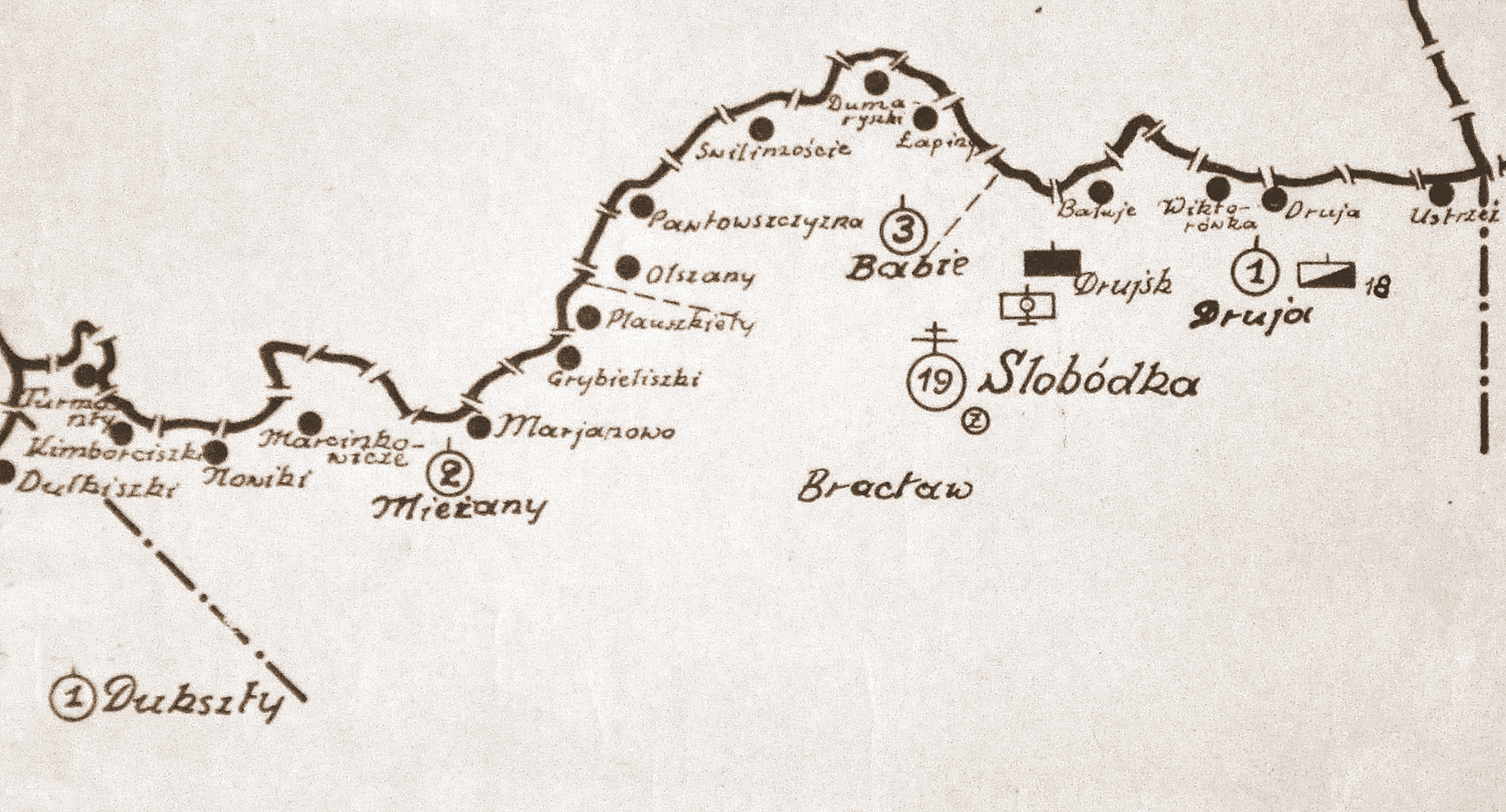
Rozmieszczenie batalionu KOP „Słobódka” w 1931

Strażnica KOP „Świlemieście” – zasadnicza jednostka organizacyjna Korpusu Ochrony Pogranicza pełniąca służbę ochronną na granicy polsko-łotewskiej.

## Formowanie i zmiany organizacyjne
W 1926, w składzie Brygady KOP „Wilno”, został sformowany 19 batalion graniczny. W 1928 w skład batalionu wchodziło 12 strażnic. W latach 1929–1934 w 3 kompanii KOP „Obabie” funkcjonowała strażnica KOP (punkt przejściowy) „Świlemieście” i strażnica KOP „Pawłowszczyzna” . W 1936 zlikwidowano strażnicę KOP „Pawłowszczyzna” i punkt przejściowy „Świlemieście”. Ich zadania przejęła strażnica „Świlemieście”. W latach 1938–1939 strażnica „Świlemieście” znajdowała się w strukturze 3 kompanii KOP „Dundery”. Strażnica liczyła około 18 żołnierzy i rozmieszczona była przy linii granicznej z zadaniem bezpośredniej ochrony granicy państwowej.
W 1932 obsada strażnicy zakwaterowana była w budynku popolicyjnym. Strażnicę z macierzystą kompanią łączyła droga polna długości 13 km i trakt długości 10 km.

## Służba graniczna
Podstawową jednostką taktyczną Korpusu Ochrony Pogranicza przeznaczoną do pełnienia służby ochronnej był batalion graniczny. Odcinek batalionu dzielił się na pododcinki kompanii, a te z kolei na pododcinki strażnic, które były „zasadniczymi jednostkami pełniącymi służbę ochronną”, w sile półplutonu. Służba ochronna pełniona była systemem zmiennym, polegającym na stałym patrolowaniu strefy nadgranicznej, wystawianiu posterunków alarmowych, obserwacyjnych i kontrolnych stałych, patrolowaniu i organizowaniu zasadzek w miejscach rozpoznanych jako niebezpieczne, kontrolowaniu dokumentów i zatrzymywaniu osób podejrzanych, a także utrzymywaniu ścisłej łączności między oddziałami i władzami administracyjnymi. Strażnice KOP stanowiły pierwszy rzut ugrupowania kordonowego Korpusu Ochrony Pogranicza.
Strażnica KOP „Świlemieście” w 1938 ochraniała pododcinek granicy państwowej szerokości 12 kilometrów 276 metrów od słupa granicznego nr 48 do 62.
Sąsiednie strażnice:
- strażnica KOP „Dubinowo” ⇔ strażnica KOP „Pawłowszczyzna” – 1929[2]
- strażnica KOP „Pawłowszczyzna” ⇔ strażnica KOP „Dumaryszki” – 1932[4]
- strażnica KOP „Dubinowo” ⇔ strażnica KOP „Dumaryszki” – 1934[4], 1938[7]